# Cubrynka
Cubrynka (niem. Oberer Fichtentalturm, słow. Čubrinka, węg. Csubrina-torony, 2310 m) – szczyt w bocznej grani Tatr Wysokich (tzw. głównej grani odnogi Krywania) odchodzącej od grani głównej na południowy zachód w kierunku Koprowego Wierchu. Ten odcinek grani oddziela od siebie dwie doliny: Ciemnosmreczyńską (właściwie jej górne piętro, Dolinę Piarżystą) i Hińczową.
Cubrynka jest położona pomiędzy Cubryńską Przełączką (ok. 2290 m), która oddziela ją od Cubryny (Čubrina), oraz Zadnią Piarżystą Przełęczą (ok. 2275 m), która oddziela ją od Piarżystych Czub. Do północno-zachodniej części Doliny Hińczowej opada z Cubrynki ściana o wysokości około 140 m. Jej prawą część skośnie przecina rampa z zacięciami, załupami i trawiastymi zachodami. Jej górny koniec rozdziela się na dwie odnogi kończące się na przełączkach w grani między Cubrynką a Cubryńską Przełączką. Do Doliny Piarżystej opada ściana o wysokości około 180 m, zlewająca się ze ścianą Zadniej Piarżystej Przełęczy. Ściana jest prawie pionowa i opada na piargi. Z powodu długich podejść, prawie pionowych ścian i skomplikowanych zejść ściana ta przez długi czas była niezdobyta.
Nazwa szczytu pochodzi od sąsiedniej Cubryny, występuje czasami też w formie Czubrynka.

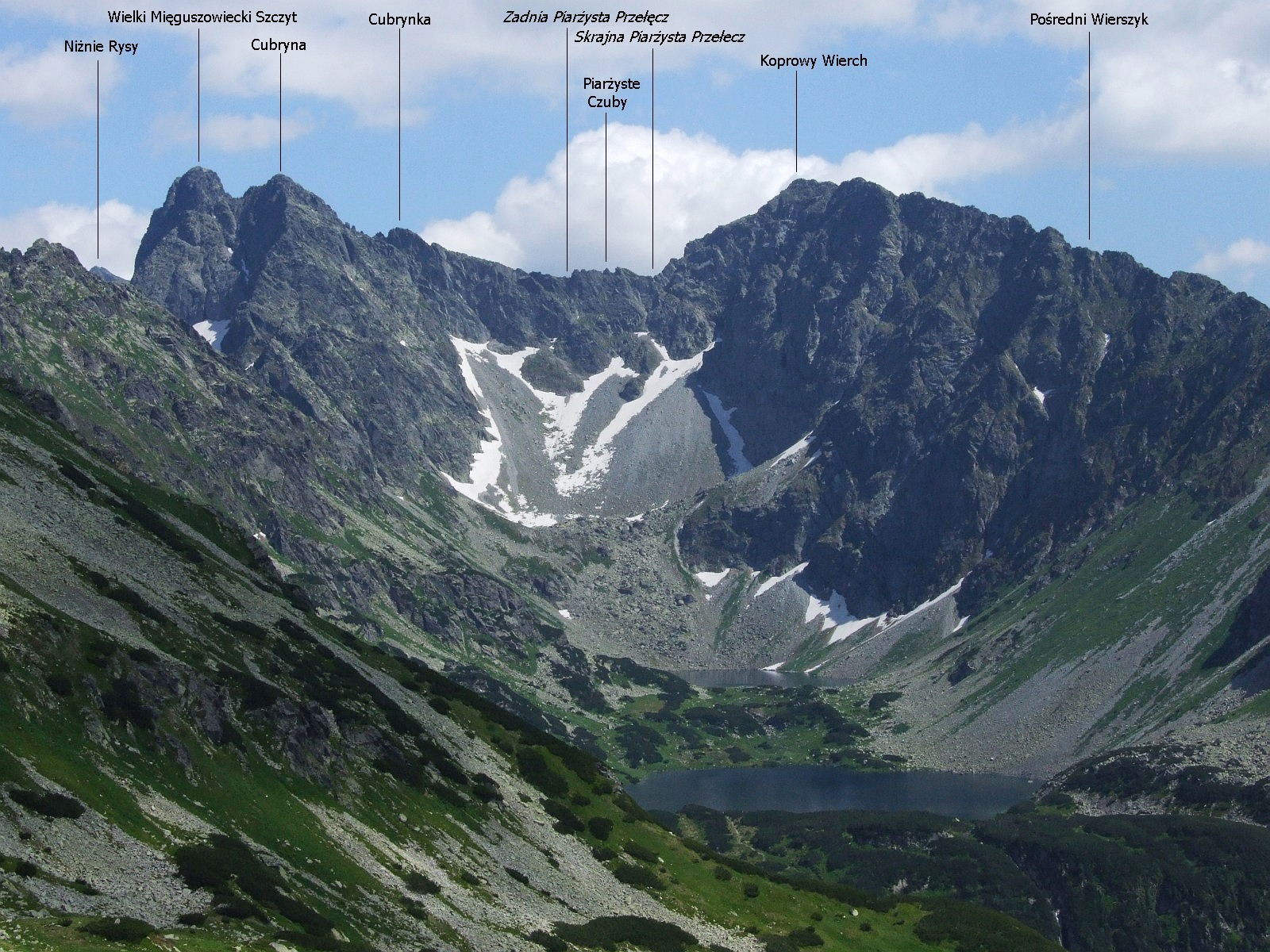
Cubrynka wśród podpisanych obiektów
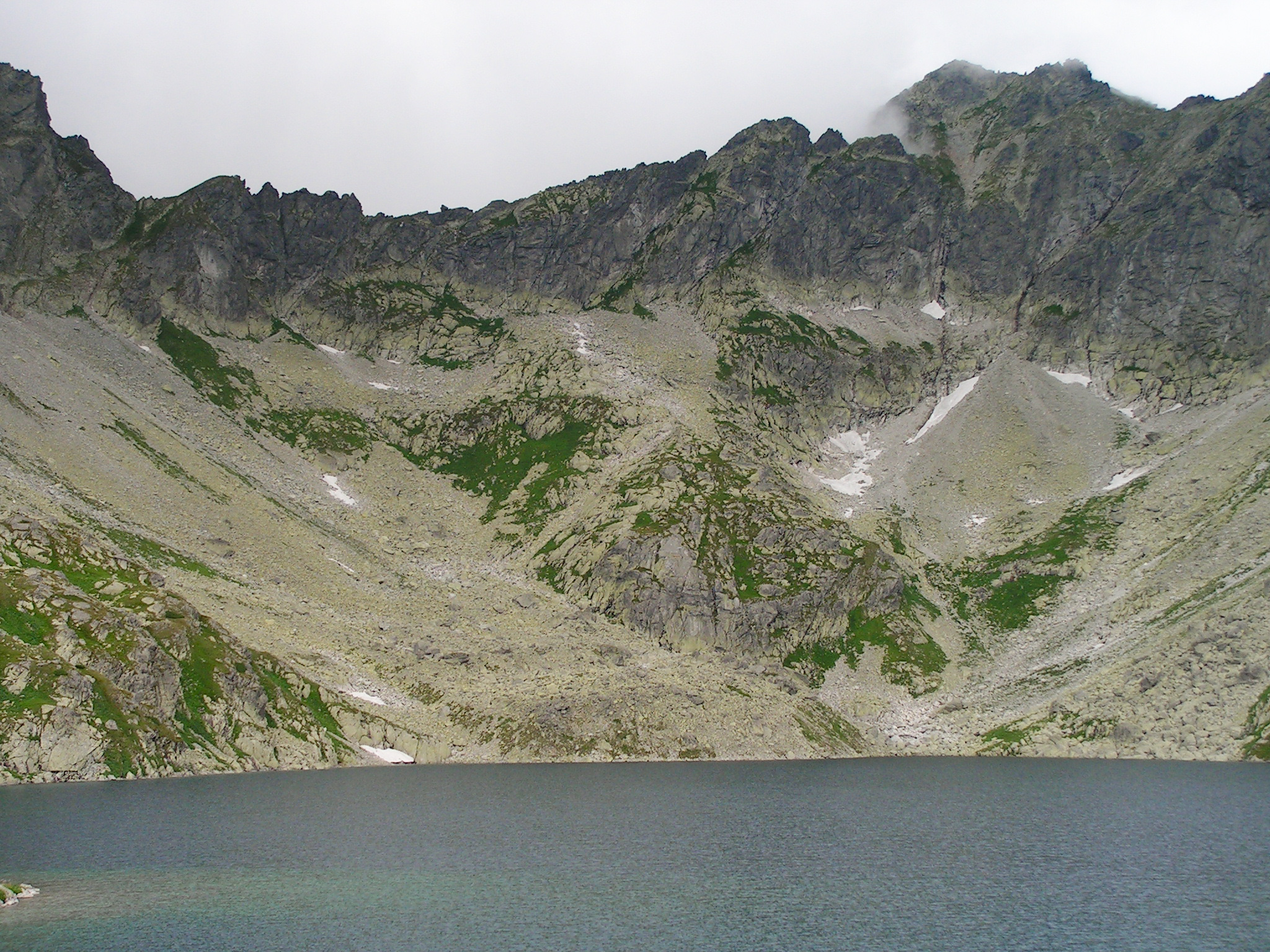
Cubrynka nad Wielkim Hińczowym Stawem.

## Taternictwo
Szczyt wyłącznie dla taterników. Jego granią pierwsi taternicy przeszli w 1902 roku, ale ścianą dopiero 50 lat później. W latach 60. i 70. XX wieku jego ściany pokryto siatką dróg wspinaczkowych, potem wspinają się tutaj już bardzo rzadko. Władysław Cywiński pisał: Zrobiono co trzeba: lato, zima, i znów cisza, zarastanie pajęczyną.....Prawie wszyscy wielcy zostawili tu swe ślady - i znów spokój.
Pierwsze odnotowane wejścieTeodor Eichenwald, Ferdynand Rabowski, Jan Bachleda Tajber, Wojciech Tylka Suleja, 6 sierpnia 1902 r.
Drogi wspinaczkowe
1. Z Cubryńskiej Przełączki, północno-wschodnią granią; IV w skali tatrzańskiej, czas przejścia 20 min[3]

DOLINA HIŃCZOWA
1. Prawą częścią ściany; IV, 1 godz. 15 min
2. Środkiem południowo-wschodniej ściany wprost na wierzchołek; V+, 3 godz. 30 min
3. Ukosem przez południowo-wschodnią ścianę na północno-wschodnią grań; III, 45 min
4. Lewą częścią południowo-wschodniej ściany; do grani I, na grani miejsce II
5. Z Zadniej Piarżystej Przełęczy, południowo-zachodnią granią; II, 30 min[3]

DOLINA PIARŻYSTA
1. Prawym filarem zachodniej ściany: VI, 3 godz., miejscami kruszyzna, duża ekspozycja
2. Depresją zachodniej ściany: VI, 3 godz., miejscami kruszyzna
3. Prawą częścią zachodniej ściany; V+, 2 godz.
4. Środkiem zachodniej ściany; VI, A0, 4 godz.
5. Zachodnią ścianą, droga Kurczaba; VI, A0, 6 godz.
6. Direttissima; VI, 4 m A0, 6 godz.
7. Północno-zachodnią ścianą; VI, 4 m AI, 4 godz.
8. Lewym skrajem północno-zachodniej ściany; V+, A1, 6 godz.[3]